# Pepi II.
Pepi II. je bil faraon iz Šeste egipčanske dinastije Starega kraljestva, ki je vladal od 2284 do po 2247 pr. n. št., verjetno do okoli 2216 ali okoli 2184 pr. n. št.) Pepijevo prestolno ime Neferkare (Nefer-ka-Re) pomeni Čudovita je Rajeva Ka. Na prestol je prišel po smrti Merenreja I., ko je bil star komaj šest let.
V preteklosti se je domnevalo, da je bil sin Pepija I. in kraljice Ankesenpepi II., po odkritju Kamna iz južne Sakare pa se je izkazalo, da je Merenre I. vladal najmanj enajst let. Več pečatov faraonov iz Šeste dinastije in kamnitih blokov, ki so jih odkrili v pogrebnem templju kraljice Ankesenpepi II., matere Pepija II., je dokazalo, da se je Ankesenpepi II. po smrti Pepija I. poročila z Merenrejem I. in postala njegova prva žena. Na kamnitih blokih se Ankesenpepi II. naslavlja s »kraljeva žena piramide Pepija I., kraljeva žena piramide Merenreja I., mati piramide Pepija II.« Mnogo egiptologov je zato prepričanih, da je bil Pepi II. najverjetneje Merenrejev sin.
Vladavino Pepija II. je zaznamovalo hitro propadanje Starega kraljestva. Moč nomarhov je rasla, moč faraonov pa upadala. V državi brez močne centralne vlade so se nomarhi začeli spopadati za ozemlje, zato je Staro kraljestvo nekaj desetletij po smrti Pepija II. propadlo.

## Prva leta vladanja
V prvih letih Pepijevega vladanja je najverjetneje kot regentka vladala njegova mati Ankesenpepi II., verjetno s pomočjo svojega brata Džaua, vezirja Merenreja I. Kip iz alabastra iz Brooklinskega muzeja prikazuje mladega Pepija II. z vsemi regalijami, sedečega v naročju svoje matere. Kip je eden od samo treh znanih ohranjenih kipov tega faraona. Nekaj znanstvenikov to razlaga s pomanjkanjem umetnikov na njegovem dvoru.
Faraonova osebnost  v otroških letih je bežno razvidna iz njegovega pisma guvernerju Asuana Harkufu, ki je vodil eno od  egipčanskih odprav v Nubijo. V Nubiji, kjer naj bi trgoval in zbiral slonovino in druge dragocenosti, je ujel pritlikavca, verjetno Pigmejca. Ko je Pepi II. izvedel zanj, je Harkufu pisal, da bo bogato nagrajen, če pritlikavca živega pripelje na njegov dvor. Pismo se je ohranilo kot del dolgoveznega napisa v guvernerjevi grobnici, ki se šteje za prvi znani potopis.

## Družina
Pepi II. je imel veliko žena, med njimi:
- Neit  je bila mati Pepijevega naslednika Merenreja II. Nemtjemsafa.[10] Kraljica je bila morda hčerka Ankesenpepi I. in zato hkrati Pepijeva sestrična in polsestra.[11]
- Iput II, polsestra Pepija I.[10]
- Ankesenpepi III. je bila hčerka Merenreja I. in vnukinja Pepija I.[10][11]
- Ankesenpepi IV.  Po besedilih iz njene grobnice je bila Neferkarejeva mati, vendar ni jasno, katerega Neferkareja, ker je bilo v prvem vmesnom obdobju Egipta več faraonov s tem imenom.[10] Lahko bi bil Neferkare Nebi.[11]
- Udjebten[10] je bila hčerka Pepija I.[11]

Od teh kraljic so imele v piramidnem kompleksu v Sakari svoje manjše pramide in pogrebne templje kraljice Neit, Iput in Udjebten. Ankesenpepi III. je bila pokopana v piramidi v bližini piramide  Pepija I., Ankesenpepi IV. pa v kapeli v pokopališkem kompleksu kraljice Udjebten.
Znana sta dva Pepijeva sinova: Nebkauhor-Idu in Ptašepses (D).

## Zunanja politika
Zunanj politika Pepija II. je bila dokaj podobna  politiki njegovih predhodnikov. Pepi II. je omenjen v Vadiju Maghara na Sinaju, kjer  so Egipčani rudarili bakrovo rudo in turkiz, in v kamnolomu Hatnub, kjer so lomili alabaster. Omenjen je  tudi na napisih, odkritih v feničanskem mestu Biblos.
Na jugu je trgoval z Nubijo. Guverner Gornjega Egipta Harkuf je med Merenrejevo in Pepijevo vladavino vodil več odprav v Nubijo. Na zadnji odpravi je odpotoval v mesto Iam in domov pripeljal pritlikavca, verjetno Pigmejca. Iz Nubije se je v Egipt uvažalo predvsem  kadilo, ebenovina, živalske kože in slonovina. Številne karavanske poti so vodile tudi preko Zahodne puščave. Po eni od njih je Egipt trgoval z oazami Kharha,  Selima in Dakhla.

## Kralj Neferkare in general Sasenet
Pepi II.  je eden od redkih faraonov, ki se pojavljajo v književnosti. Povest Kralj Neferkare in general Sasenet, od katere so se ohranili samo trije odlomki iz poznega Novega kraljestva, čeprav je bila napisana mnogo prej, govori o kraljevem skrivnostnem nočnem srečanju z generalom Sasenetom ali Sisenejem. Nekateri v tem vidijo homoseksualno zvezo, po drugi stran pa ni nobenega trdnega dokaza, da je to bil Pepi II. Nekateri znanstveniki domnevajo, da je besedilo arhaizirano in se nanaša na  kušitskega faraona Šabako iz Petindvajsete dinastije.

## Propadanje Starega kraljestva
Propadanje Starega kraljestva se je zelo verjetno začelo že pred Pepijem II. z naraščanjem moči regionalnih guvernerjev – nomarhov. Pepi I., na primer, je bil poročen z dvema sestrama,  hčerkama  nomarha, kasneje pa je njunega brata imenoval za vezirja. Njihov vpliv je bil zelo velik, sestrina sinova pa sta bila kasnejša faraona Merenre I. in Pepi II.
Med vladanjem Pepija II. sta bogastvo in politična moč prešla na visoke državne uradnike. V številnih  bogatih nomih so se začele pojavljati  velike in razkošne grobnice vladajočih nomarhov, svečenikov in drugih uradnikov. Nomarhi so bili tradicionalno oproščeni plačevanja davkov, zdaj pa so njihovi položaji postali dedni. Njihovo naraščajoče bogastvo in neodvisnost so povzročili premik politične moči s faraonovega dvora na regionalne nomarhe.
Za kasnejšo Pepijevo vladavino je znano, da je pristojnosti vezirja razdelil na dva vezirja, enega za Gornji in enega za Spodnji Egipt, kar je še bolj oslabilo oblast faraonove prestolnice Memfis. Razen tega se je sedež vezirjev Gornjega Egipta večkrat selil. Vezir Spodnjega Egipta je imel sedež v Tebah.
Domneva se, da je k decentralizaciji oblasti in zlomu Starega kraljestva veliko  pripomogla tudi dolga Pepijeva vladavina.

## Dolžina vladanja
Pepi II. se pogosto omenja kot vladar z najdaljšo vladavino v zgodovini. Zasluga za to gre egipčanskemu zgodovinarju Manetonu, ki je trdil, da je vladal 94 let. Za egiptologe je njegova  trditev sporna zaradi pomanjkanja zanesljivih podatkov po Pepijevem 31. štetju živine (62. letu vladanja, če so bila štetja vsako drugo leto). Mogoče je tudi, da se Manetonov podatek napačno interpretira. Torinski seznam kraljev mu pripisuje več kot 90 let vladanja, pri čemer  je treba upoštevati, da je bil napisan v času Ramzesa II. tisoč let po Pepijevi smrti. Točnost podatka je zato vprašljiva. Dokaj mogoče je, da se bodo v prihodnosti odkrili novi dokumenti, ki bodo potrdili ali ovrgli 94 let njegovega vladanja.
Najstarejši izviren dokument je iz »20. dne 1. meseca šemuja leta po 31. štetju živine«. Če so bila štetja na dve leti, to pomeni 62 celih ali delnih let. Nekateri egiptologi zato trdijo, da ni vladal več kot 64 let in hkrati oporekajo pretiranim 94 letom.
Dolga vladavina bi lahko povzročila nasledstveno krizo in stagnacijo oblasti, zbrane v rokah zelo starega in nezamenjljivega  vladarja. Dobro dokumentiran enak problem je nastal po dolgem vladanju Ramzesa II. iz Devetnajste dinastije.

## Piramidni kompleks
Piramidni kompleks Pepija II. se je imenoval
|             |     |    |
| \| \| \| \| |     |    |
|             |     |    |
| N5          | nfr | kA |

| N5 | nfr | kA |

|             |     |    |
| \| \| \| \| |     |    |
|             |     |    |
| N5          | nfr | kA |

| N5 | nfr | kA |

Pokopališki kompleks sestavljajo Pepijeva piramida in pogrebni tempelj ob njej. Jedro piramide je bilo zgrajeno iz apnenčastih blokov, povezanih z malto. Obloženo je bila z belim apnencem. Zanimivo je, da so že zgrajeno severno kapelo in obzidje podrli in povečali  podnožje piramide. Piramido so zatem na vseh straneh obzidali do višine obzidja. Namen te obzidave ni znan. Ena od domnev je, da so da so želeli dobiti obliko,  podobno hieroglifu za piramido, druga pa, da so nameravali utrditi piramido zaradi potresov.
Strop pogrebne komore ima obliko dvokapne strehe in je poslikan z zvezdami. Dve steni komore sta zgrajeni iz velikih granitnih plošč. Sarkofag je iz črnega granita, popisan s faraonovim imenom in titularijem. Kanopski vrči so bili v odprtini v tleh.
Severozahodno od piramide Pepija II. sta bili piramidi kraljic Neit in Iput. Udjebtenina piramida je stala južno od Pepijeve. Piramide  kraljic so imele vsaka svojo kapelo, tempelj in spremljajočo piramido. Največja je bila Neitina piramida, ki je bila zgrajena verjetno prva. V piramidah vseh kraljic so piramidna besedila.
Pogrebni tempelj ob Pepijevi piramidi je bil okrašen s prizori faraonove borbe z nilskim konjem, ki je simbolizirala zmago nad kaosom. Upodobljeni so tudi Pepijev sed festival, festival boga Mina in prizori, na katerih Pepi II. ubija libijskega poglavarja v spremstvu žene in sina.  Slednji je kopija prizora iz Sahurejevega templja. Dvorišče je obdano z osemnajstimi stebri, okrašenimi s prizori faraona v spremstvu bogov.
Piramida Pepija II. ni bila nič večja od piramid njegovih prednikov. Njena osnovnica je merila 150 komolcev (78,5 m). Visoka je bila 10 komolcev (52,5 m). Zgrajena je bila iz manjših kamnitih blokov iz lokalnega kamnoloma, napolnjena z drobirjem in obložena z apnenčasto oblogo. Slednjo so kasneje odstranili in jedro piramide se je sesulo. Dostopna pot do piramide je dola približno 400 m. Dolinski tempelj je stal ob jezeru, ki je že davno presahnilo.

### Izkopavanja
Pepijev piramidni kompleks je prvi raziskoval britanski inženir in egiptolog John Shae Perring (1813–1869). V notranjost piramide je prvi vstopil francoski egiptolog Gaston Maspero leta 1881, podrobne raziskave kompleksa pa je opravil  švicarski egiptolog Gustave Jéquier v letih 1926-1936. Jéquier je bil tudi prvi, ki je napisal popolno poročilo o raziskavah kompleksa.

## Upodobitve
Kip, razstavljen v Brooklinskem muzeju, prikazuje kraljico Ankenesmerire II. s sinom Pepijem II. v naročju. Pepi nosi nemes in kilt in je upodobljen v mnogo manjšem merilu kot mati. Razlika je nenavadna, ker so bili vladarji praviloma večji od drugih, in bi lahko pomenila, da je bila njegova mati v tistem času regentka. Mogoče je tudi, da je bila upodobljena kot božanska mati.
Drug kip Pepija II. je v Egipčanskem muzeju v Kairu (JE 50616). Na tem kipu je upodobljen kot gol otrok. Podoba tako mladega faraona bi lahko pomenila, kako mlad je bil, ko je prišel na prestol.

## Nasledniki
Pepijevi neposredni nasledniki so dokumentirani na več uradnih dokumentih in napisih. Po Manetonu in Torinskem seznamu kraljev  ga je nasledil sin Merenre Nemčemsaf II., ki je vladal samo malo več kot eno leto. Njega je nasledil skrivnosten faraon  Nečerkare Siptah, njega pa kraljica Nitokris, prva faraonka v zgodovini Egipta.  Zaradi pomanjkanja primarnih dokazov in odsotnosti na seznamih kraljev je njen obstoj sporen.
Z njima se je Staro egipčansko kraljestvo končalo. Začelo se je 200 let dolgo mračno obdobje, znano kot prvo vmesno obdobje Egipta.

## Opomba
1. ↑  Leto 2247 pr. n. št.  je konzervativna spodnja ocena, ki temelji na 31. štetju živine, če so bila štetja vsako leto. V Starem kraljestvu so bila na začetku  štetja vsako drugo leto, proti koncu pa izjemoma tudi vsako leto.[4] Če bi bila štetja na dve leti, bi Pepi II. vladal okoli 62 let, se pravi do leta 2212 pr. n. št. Pepi II. se  pogosto omenja kot monarh z najdaljšo vladavino v zgodovini. Trditev temelji na Torinskem seznamu kraljev, napisanem v poznem 2. tisočletju pr. n. št., in Manetonovi Zgodovini Egipta (Egiptiaka). Primarni viri za Manetonovo Zgodovino in Torinski seznam kraljev so se izgubili.[2]